# Nové Dvory (Močerady)
Nové Dvory jsou malá vesnice, část obce Močerady v okrese Domažlice v Plzeňském kraji. Nachází se asi jeden kilometr východně od Močerad. Je zde evidováno 13 adres. V roce 2011 zde trvale žilo devět obyvatel.
Nové Dvory leží v katastrálním území Nové Dvory u Močerad o rozloze 2,2 km².

## Historie
První písemná zmínka o vesnici pochází z roku 1675.

## Obyvatelstvo
| Rok            | 1869 | 1880 | 1890 | 1900 | 1910 | 1921 | 1930 | 1950 | 1961 | 1970 | 1980 | 1991 | 2001 | 2011 | 2021 |
| -------------- | ---- | ---- | ---- | ---- | ---- | ---- | ---- | ---- | ---- | ---- | ---- | ---- | ---- | ---- | ---- |
| Počet obyvatel | 47   | 56   | 53   | 65   | 87   | 79   | 66   | 35   | 34   | 26   | 25   | 13   | 15   | 9    | 5    |
| Počet domů     | 9    | 9    | 9    | 10   | 9    | 11   | 12   | 10   | 10   | 8    | 8    | 8    | 9    | 8    | 8    |

## Obecní správa
Při sčítání lidu v letech 1850–1974 Nové Dvory byly osadou obce Močerady, se kterým patřily nejprve do okresu Horšovský Týn (v letech 1850–1910 Horšův Týn), ale v roce 1950 v okrese Stod a od roku 1960 v okrese Domažlice. Od 1. července 1974 do 23. listopadu 1990 byly částí obce Osvračín v okrese Domažlice. Od 24. listopadu 1990 jsou opět částí obce Močerady v okrese Domažlice.

## Další fotografie

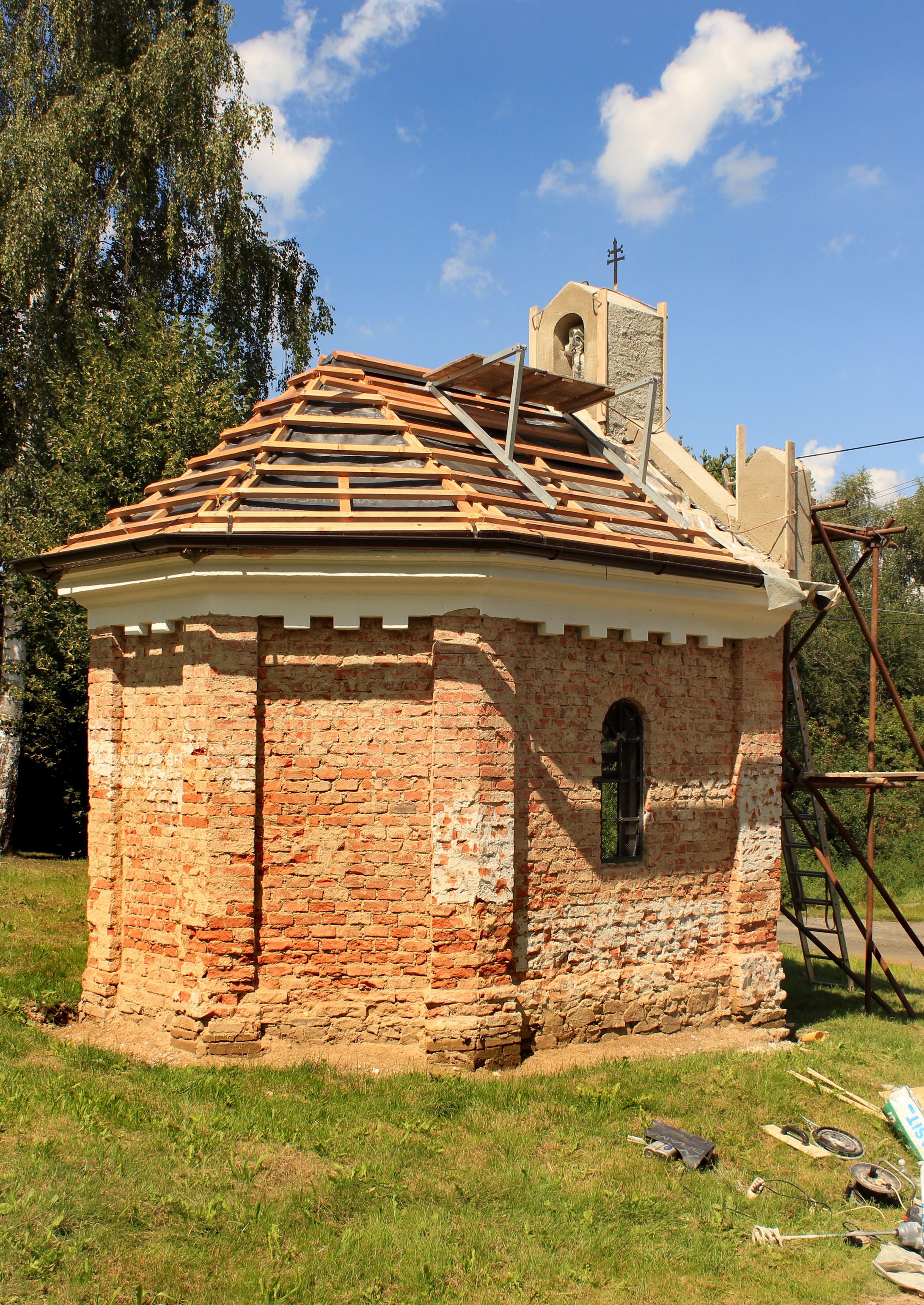
Opravovaná kaplička na návsi
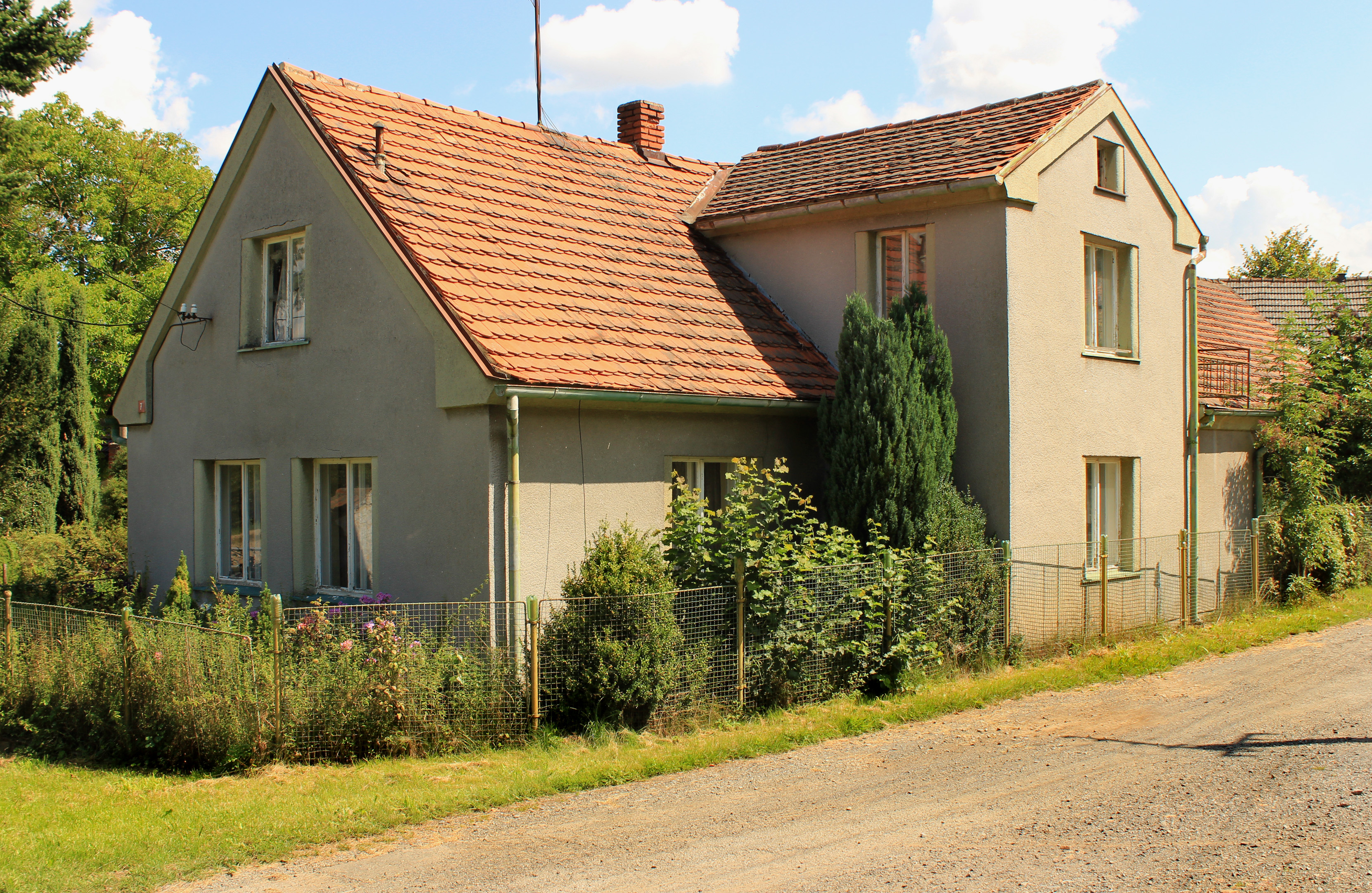
Dům čp. 7
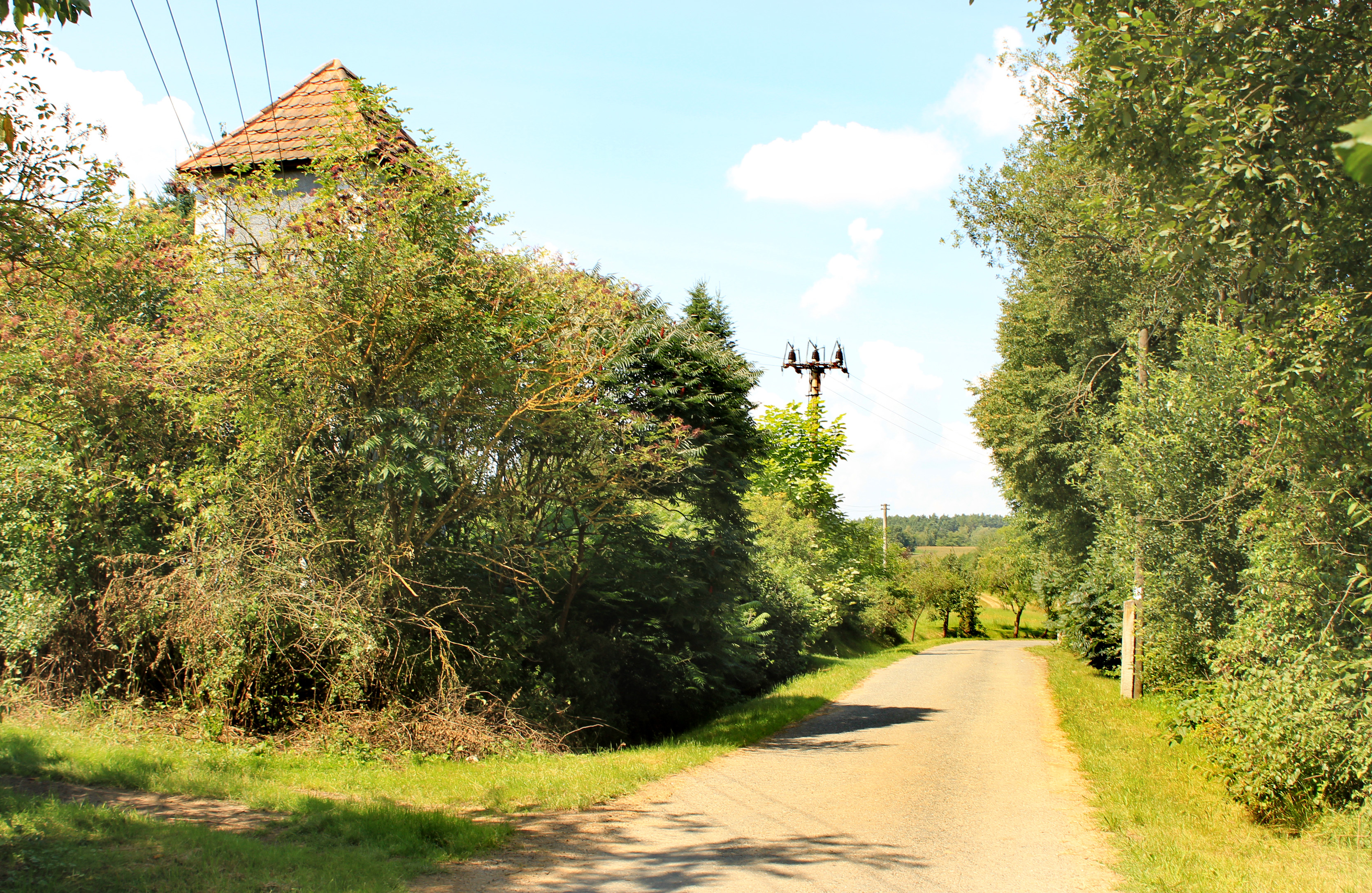
Silnice k Močeradům